# Dominick Napolitano
Dominick Napolitano, conosciuto anche con il soprannome Sonny Black (New York, 16 giugno 1930 – New York, 17 agosto 1981), è stato un mafioso statunitense di origini italiane, membro della famiglia Bonanno e noto per aver permesso a Joe Pistone, agente dell'FBI infiltrato con il soprannome Donnie Brasco, di diventare un membro del clan.

## Biografia
I suoi nonni erano originari di Napoli ed emigrarono negli Stati Uniti. Nacque con i capelli biondi, ma appena arrivò ai quarant'anni di età questi cominciarono ad assumere un colore bianco-argento. Per nascondere il colore, lo tinse perciò di nero: da lì si guadagnò il soprannome di "Sonny Black". Era amico del futuro boss della famiglia Bonanno Joseph Massino; il capo incarcerato Philip Rastelli conosceva Napolitano prima che finisse in prigione. Era inoltre vicino al cugino Carmine Napolitano (1943-1999), anche lui membro della famiglia Bonanno. Come membro della cosca, Napolitano controllava il territorio del quartiere Williamsburg, nel borough di Brooklyn e dal 1979 al 1980 operò nella contea di Pasco, in Florida, dopo aver negoziato il controllo del territorio con Santo Trafficante Jr. A quel tempo, Napolitano puntava a gestire un'importante operazione di bookmaker ad Orlando, Florida.
Napolitano è salito alla ribalta nel 1973 come soldato di Michael Sabella ed è stato promosso come capo, in sostituzione del suo mentore dopo l'esecuzione da parte della malavita del potente rivale capo Carmine Galante. Sabella è stato retrocesso e Napolitano ha assunto la squadra. Divenne un fidato confidente del mafioso Philip Rastelli, che prese di nuovo la guida in modo permanente. Ma quando Rastelli subentrò, i Bonanno si divisero in due fazioni, una fedele a Rastelli, l'altra che tentava di rovesciarlo a favore della fazione siciliana, guidata da Alphonse Indelicato. Napolitano possedeva il "Wither's Italo-American Veterans of Foreign Wars Club"" al 415 di Graham Avenue a Williamsburg e anche "The Motion Lounge" al 420 di Graham Avenue. In seguito ha gestito un casinò illegale sempre nella contea di Pasco e possedeva un club di tennis e un night club chiamato "The King's Court Bottle Club" a Holiday, in Florida.
Il quartier generale di Napolitano era nel cuore del quartiere italiano di Williamsburg. La sua squadra, coinvolta in furti con scasso, estorsioni, rapine a mano armata, strozzinaggio, dirottamenti, scommesse, operazioni di casinò e traffico di droga, era una delle squadre di maggior successo della famiglia Bonanno. Gli uomini di Napolitano comprendevano Benjamin Ruggiero, Nicholas Santora, Louis Attanasio, Salvatore D'Ottavio e Donnie Brasco. Proprio quest'ultimo fu incaricato da Napolitano nel settembre 1981 di uccidere Anthony Indelicato, figlio di Alphonse. Brasco, tuttavia, era in realtà un agente dell'FBI sotto copertura di nome Joe Pistone; poco dopo l'ordine del colpo, l'incarico di Pistone è terminato e Napolitano è stato informato della loro infiltrazione. Nel 1981, Napolitano e Joseph Massino, fedeli a Rastelli, contribuirono a mettere fine alla lotta uccidendo tre capi contrari a Rastelli: Alphonse Indelicato, Dominick Trinchera e Philip Giaccone. Già scettico sul sostegno di Napolitano a Brasco, Massino è stato profondamente turbato dalla violazione della sicurezza quando ha appreso della vera identità dell'agente. Salvatore Vitale avrebbe poi testimoniato che questo era il motivo per cui Massino successivamente decise di uccidere anche Napolitano; come avrebbe poi citato Massino, "Devo dargli una ricevuta per la situazione di Donnie Brasco".

### La morte
Il 17 agosto 1981 Napolitano fu convocato a una riunione nel seminterrato della casa del socio Bonanno Ron Filocomo nel quartiere di Flatlands a Brooklyn. Anticipando che sarebbe stato ucciso, Napolitano consegnò i suoi gioielli al suo barista preferito, che lavorava sotto il suo appartamento al Motion Lounge, insieme alle chiavi del suo appartamento. Il capo dei Bonanno Frank Lino e Steven Canone accompagnarono Napolitano a casa di Filocomo e Frank Coppa, anche lui presente. Napolitano fu spinto giù per le scale del seminterrato di Filocomo e venne fatto fuoco su di lui da parte di quest'ultimo e di Lino con un revolver calibro .38. Quando il primo colpo andò a vuoto, Napolitano disse loro: "Colpitemi ancora una volta e fatelo bene".
Il 12 agosto 1982, a quasi un anno di distanza dall'omicidio, il suo corpo è stato trovato a South Avenue e Bridge Street ad Arlington, Staten Island; le mani del cadavere erano state mozzate e il viso era così gravemente decomposto che per verificarne l'identità fu necessario effettuare un riconoscimento tramite le impronte dentali.
Nel 2003 il boss Joseph Massino è stato arrestato e accusato di una serie di reati, tra cui l'omicidio di Napolitano. Al suo processo, i pubblici ministeri hanno affermato che Napolitano era stato ucciso dai suoi soci per aver permesso che il suo gruppo fosse compromesso e che le sue mani erano state rimosse come avvertimento ad altri mafiosi di seguire la regola sulle presentazioni corrette (l'implicazione è l'associazione tra stringere la mano ed essere presentato a qualcuno). Fu condannato all'ergastolo nel 2004.
Nel 2006 Frank Lino e Frank Coppa hanno consegnato le prove dello stato, fornendo alle autorità i dettagli dell'omicidio di Napolitano. Sebbene l'FBI fosse ragionevolmente sicura che il corpo trovato a Staten Island fosse Napolitano, esisteva una discrepanza: Lino affermò che lui e Filocomo avevano sparato a Napolitano con una calibro .38 e che lui stesso aveva sparato più di una volta, ma il cadavere aveva solo una ferita da proiettile, probabilmente appartenente ad una pistola calibro .45. Napolitano fu sepolto nel Calvary Cemetery, nel Queens. Sulla sorte di Napolitano, Pistone aveva dichiarato: "La mia intenzione in tutto questo era mettere in prigione le persone, non farle ammazzare"; e, sebbene fosse contento di non essere stato ucciso, si rammaricò comunque dell'omicidio di Napolitano.

## Nella cultura di massa
Il personaggio di Napolitano è tra i protagonisti del film Donnie Brasco (1997), in cui è interpretato da Michael Madsen.